# Abarca de Campos
Abarca de Campos – gmina w Hiszpanii, w prowincji Palencia, w Kastylii i León, o powierzchni 11,39 km². W 2011 roku gmina liczyła 39 mieszkańców.